# Karsten Hohage

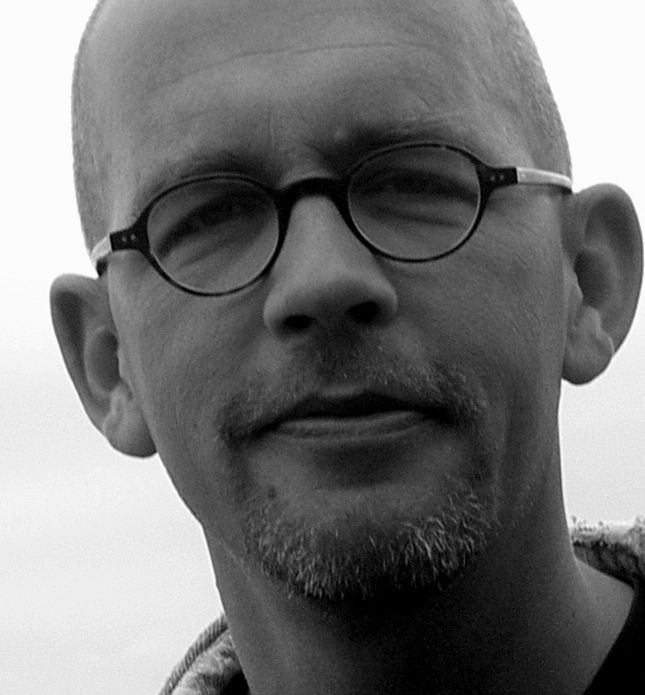
Karsten Hohage (2014)

Karsten Hohage (* 1968 in Bonn) ist ein deutscher Schriftsteller und Slam-Poet. Er tritt auch unter dem Pseudonym „Grohacke“ auf.

## Leben
Hohage wuchs in Darmstadt auf, wo er bis 1988 die Georg-Büchner-Schule besuchte. Er studierte Geologie in Freiburg i.Br. und Kanada und lebt heute mit Frau und Kind in Weinheim bei Heidelberg.
Er ist Mitglied der Sängerschaft Guilelmia-Niedersachsen zu Freiburg, seine Erlebnisse in der Studentenzeit sind Thema seines Romans Männer-WG mit Trinkzwang.
1996–1998 arbeitete Hohage als Redakteur bei der Computerspiele-Fachzeitschrift Bestseller Games. 2003 nahm er erstmals an einem Poetry Slam teil. Seitdem war er mehrfach (2004–2011) Teilnehmer der deutschsprachigen Poetry-Slam-Meisterschaften und erreichte wiederholt – im Team (2005, 2008) und im Einzel (2009) – die Finalrunde. 2012 war er Co-Organisator und -Moderator des Slam 2012 in Heidelberg und Mannheim. Hohage ist Gründungsmitglied der Heidelberger Lesebühne „Vollversammlung“ und moderiert Poetry Slams in Heidelberg und Mannheim.

## Eigenständige Publikationen
- GRObgeHACKtEs, Lektora 2010, ISBN 978-3-938470-42-8.
- Männer-WG mit Trinkzwang, Rowohlt 2012, ISBN 978-3-499-62956-3.

## Beiträge zu Anthologien
- Verschiedene Beiträge in Klaus Cäsar Zehrer / Robert Gernhardt (Hrsg.): Bilden Sie mal einen Satz mit..., S. Fischer Verlag 2007, ISBN 978-3-596-17437-9.
- Ballon-Fahrer Jean und Flieger-Horst in Petra Anders (Hrsg.): Texte und Materialien für den Unterricht. Slam Poetry, Reclam-Verlag 2008, ISBN 978-3-150-15060-3.
- Tante Leni, die Russen, Onkel Paul und die blöde Latschenkiefer in Dietmar Bittrich (Hrsg.): Weihnachten mit der buckligen Verwandtschaft, Rowohlt 2012, ISBN 978-3-499-63014-9.
- Ballon-Fahrer Jean und Flieger-Horst in Karsten Strack (Hrsg.): Die ultimative Poetry Slam Anthologie, Lektora 2014, ISBN 978-3-95461-030-3.
- Die Omi war a Flüchtling in Lampe, Karsten; Lampe, Petra (Hrsg.): Hässlich Willkommen – Texte über Flucht und Heimat, Satyr Verlag 2018, ISBN 978-3-947-10608-0.